# Rio Drăgoi
O Rio Drăgoi é um rio da Romênia, afluente do Inzel, localizado no distrito de Alba.